# 5734 Noguchi
5734 Noguchi este un asteroid din centura principală de asteroizi.

## Descriere
5734 Noguchi este un asteroid din centura principală de asteroizi. A fost descoperit pe 15 ianuarie 1989 la Kitami de Kin Endate și Kazuro Watanabe. El prezintă o orbită caracterizată de o semiaxă mare de 2,35 ua, o excentricitate de 0,07 și o înclinație de 7,4° în raport cu ecliptica.